# Campeonato Mundial de Ciclismo em Pista de 2013
O CX Campeonato Mundial de Ciclismo em Pista celebrou-se em Minsk (Bielorrússia) entre 20 e 24 de fevereiro de 2013 baixo a organização da União Ciclista Internacional (UCI) e a Federação Bielorrussa de Ciclismo.
As competições realizaram-se no velódromo de Minsk Arena. Foram disputadas 19 provas, 10 masculinas e 9 femininas.

## Medalhistas

### Masculino
| Evento                          | Ouro                                                                                           | Prata                                                                                    | Bronze                                                                                                   |
| ------------------------------- | ---------------------------------------------------------------------------------------------- | ---------------------------------------------------------------------------------------- | --- |
| Velocidade individual (24.02)   | Stefan Bötticher · Alemanha                                                                    | Denis Dmitriyev · Rússia                                                                 | François Pervis · França                                                                                 |
| Velocidade por equipas (21.02)  | Alemanha · René Enders · Stefan Bötticher · Maximilian Levy · 43,495                           | Nova Zelândia · Ethan Mitchell · Sam Webster · Edward Dawkins · 43,544                   | França · Julien Palma · François Pervis · Michaël D'Almeida · 43,798                                     |
| Perseguição individual (21.02)  | Michael Hepburn · Austrália · 4:16,733                                                         | Martyn Irvine · Irlanda · 4:24,528                                                       | Stefan Küng · Suíça · 4:22,841                                                                           |
| Perseguição por equipas (20.02) | Austrália · Glenn O'Shea · Alexander Edmondson · Michael Hepburn · Alexander Morgan · 3:56,751 | Reino Unido · Steven Burke · Edward Clancy · Samuel Harrison · Andrew Tennant · 4:00,967 | Dinamarca · Lasse Norman Hansen · Casper von Folsach · Mathias Møller Nielsen · Rasmus Quaade · 3:59,821 |
| 1 km contrarrelógio (20.02)     | François Pervis · França · 1:00,221                                                            | Simon van Velthooven · Nova Zelândia · 1:00,869                                          | Joachim Eilers · Alemanha · 1:01,450                                                                     |
| Carreira por pontos (22.02)     | Simon Yates · Reino Unido · 35 pts.                                                            | Eloy Teruel Rovira · Espanha · 34 pts.                                                   | Kiril Sveshnikov · Rússia · 30 pts.                                                                      |
| Scratch (21.02)                 | Martyn Irvine · Irlanda                                                                        | Andreas Müller · Áustria                                                                 | Luke Davison · Austrália                                                                                 |
| Keirin (22.02)                  | Jason Kenny · Reino Unido                                                                      | Maximilian Levy · Alemanha                                                               | Matthijs Büchli · Países Baixos                                                                          |
| Madison (24.02)                 | Vivien Brisse · Morgan Kneisky · França · 18 pts.                                              | David Muntaner Juaneda · Albert Torres Barceló · Espanha · 15 pts.                       | Henning Bommel · Theo Reinhardt · Alemanha · 13 pts.                                                     |
| Omnium (23.02)                  | Aaron Gate · Nova Zelândia · 18 pts.                                                           | Lasse Norman Hansen · Dinamarca · 21 pts.                                                | Glenn O'Shea · Austrália · 22 pts.                                                                       |

### Feminino
| Evento                          | Ouro                                                             | Prata                                                                                     | Bronze                                                               |
| ------------------------------- | ---------------------------------------------------------------- | ----------------------------------------------------------------------------------------- | -------------------------------------------------------------------- |
| Velocidade individual (23.02)   | Rebecca James · Reino Unido                                      | Kristina Vogel · Alemanha                                                                 | Lee Wai Sze · Hong Kong                                              |
| Velocidade por equipas (20.02)  | Alemanha · Miriam Welte · Kristina Vogel · 33,053                | China · Gong Jinjie · Guo Shuang · 33,083                                                 | Reino Unido · Victoria Williamson · Rebecca James · 33,893           |
| Perseguição individual (20.02)  | Sarah Hammer · Estados Unidos · 3:32,050                         | Amy Cure · Austrália · 3:40,685                                                           | Annette Edmondson · Austrália · 3:36,830                             |
| Perseguição por equipas (21.02) | Reino Unido · Laura Trott · Dani King · Elinor Barker · 3:18,140 | Austrália · Annette Edmondson · Amy Cure · Melissa Hoskins · Ashlee Ankudinoff · 3:19,913 | Canadá · Gillian Carleton · Jasmin Glaesser · Laura Brown · 3:20,704 |
| 500 m contrarrelógio (21.02)    | Lee Wai Sze · Hong Kong · 33,973                                 | Miriam Welte · Alemanha · 33,996                                                          | Rebecca James · Reino Unido · 34,133                                 |
| Carreira por pontos (23.02)     | Jarmila Machačová · Chéquia · 30 pts.                            | Sofía Arreola Navarro · México · 29 pts.                                                  | Giorgia Bronzini · Itália · 22 pts.                                  |
| Scratch (22.02)                 | Katarzyna Pawłowska · Polónia                                    | Sofía Arreola Navarro · México                                                            | Yevgueniya Romaniuta · Rússia                                        |
| Keirin (24.02)                  | Rebecca James · Reino Unido                                      | Gong Jinjie · China                                                                       | Lisandra Guerra Rodríguez · Cuba                                     |
| Omnium (24.02)                  | Sarah Hammer · Estados Unidos · 20 pts.                          | Laura Trott · Reino Unido · 24 pts.                                                       | Annette Edmondson · Austrália · 26 pts.                              |

## Medalheiro
| 1  | Reino Unido    | 5  | 2  | 2  | 9  |
| 2  | Alemanha       | 3  | 3  | 2  | 8  |
| 3  | Austrália      | 2  | 2  | 4  | 8  |
| 4  | França         | 2  | 0  | 2  | 4  |
| 5  | Estados Unidos | 2  | 0  | 0  | 2  |
| 6  | Nova Zelândia  | 1  | 2  | 0  | 3  |
| 7  | Irlanda        | 1  | 1  | 0  | 2  |
| 8  | Hong Kong      | 1  | 0  | 1  | 2  |
| 9  | Chéquia        | 1  | 0  | 0  | 1  |
| 9  | Polónia        | 1  | 0  | 0  | 1  |
| 11 | China          | 0  | 2  | 0  | 2  |
| 11 | Espanha        | 0  | 2  | 0  | 2  |
| 11 | México         | 0  | 2  | 0  | 2  |
| 14 | Rússia         | 0  | 1  | 2  | 3  |
| 15 | Dinamarca      | 0  | 1  | 1  | 2  |
| 16 | Áustria        | 0  | 1  | 0  | 1  |
| 17 | Canadá         | 0  | 0  | 1  | 1  |
| 17 | Cuba           | 0  | 0  | 1  | 1  |
| 17 | Itália         | 0  | 0  | 1  | 1  |
| 17 | Países Baixos  | 0  | 0  | 1  | 1  |
| 17 | Suíça          | 0  | 0  | 1  | 1  |
|    | TOTAL          | 19 | 19 | 19 | 57 |